# نیک نوسترو
نیکلا «نیک» نوسترو (ایتالیایی: Nicola "Nick" Nostro؛ ‏ ۲۱ آوریل ۱۹۳۱ – ۱۵ ژوئن ۲۰۱۴) کارگردان فیلم و فیلم‌نامه‌نویس اهل ایتالیا بود.
وی دانش‌آموخته‌ٔ رشتهٔ کارگردانی در «آکادمی هنرهای نمایشی سیلیو آمیکو» در رم بود و از سال ۱۹۵۶ «دستیار کارگردان» برای روبرتو بیانکی مونترو و جورجو سیمونلی شد. او در دههٔ ۱۹۶۰ میلادی فیلم‌هایی گوناگونی در سبک‌های مختلف و از جمله جاسوسی‌اروپایی و وسترن اسپاگتی را کارگردانی نمود.
از فیلم‌های او می‌توان به پیروزی ده گلادیاتور و زندگی خشن اشاره کرد.